# 北方铜业
北方铜业股份有限公司（深交所：000737），简称北方铜业，成立于1996年4月，是中华人民共和国一家国有控股上市公司，总部位于山西省运城市，现为中条山有色金属集团有限公司的控股子公司。

## 历史
前身为1996年3月29日成立的山西南风化工集团股份有限公司，由山西运城盐化局、西安市日用化学工业公司、中国耀华玻璃集团公司、天津宏发集团公司、浙江升华集团控股有限公司共同发起成立。1997年3月24日，南风化工经中国证监会公开发行股票，同年4月28日在深交所挂牌上市。重组前，该公司主要从事工业无机盐系列产品、日用化工系列产品、医药产品、化肥系列产品的生产和销售。
2018年，南风化工将其日化板块资产和部分其他资产转让给山焦盐化。2022年1月21日，南风化工发布公告称，公司拟以43.83亿元的交易对价置入北方铜业100%股权，并以9.57亿元的价格置出旗下现有全部资产和负债。交易完成后，公司主营业务由无机盐系列产品的生产与销售变更为铜金属的开采、选矿、冶炼及销售等，公司控股股东则由山焦盐化变更为中条山集团。公司亦随之更名为北方铜业。北方铜业曾多次提交IPO申请书无果，后于2020年9月决定借壳南风化工重组上市。由于南风化工持续亏损，面临退市风险，因此需要出售资产。